# Pentasteron intermedium
Pentasteron intermedium là một loài nhện trong họ Zodariidae.
Loài này thuộc chi Pentasteron. Pentasteron intermedium được Barbara C. Baehr & Rudy Jocqué miêu tả năm 2001.